# Royal Cappellen Football Club
Il Royal Cappellen Football Club, meglio conosciuto come Royal Cappellen, con l'acronimo RCFC o semplicemente come Cappellen è una società di calcio belga, con sede a Kapellen.
Nella sua storia il Cappellen ha partecipato in undici occasioni alla serie cadetta belga.

## Storia
Il Cappellen Football Club venne fondato alla fine del 1906 da alcuni fuoriusciti del Victoria. Nel 1908 il club decide di aderire alla federazione calcistica del Belgio, ufficializzata dal 1º gennaio dell'anno seguente. Il club, con il numero 43, quindi risulta uno dei primi club affiliati alla federazione belga.
La squadra giocò i suoi primi incontri su un campo di proprietà di Walter Blaess, che donò anche le prime reti, a Hoogboom.
Il primo incontro ufficiale, riconosciuto dalla federazione, venne disputato domenica 25 settembre 1910 contro il CS Anvers, che venne sconfitto per 3-1. Dal 1912 la squadra venne inserita stabilmente nelle competizioni provinciali di Anversa.
La prima guerra mondiale porto via al club numerosi giocatori, deceduti nel conflitto, e risorse, tanto che nei primi anni '20 il Cappellen rischiò di scomparire. La squadra venne salvata da Jean Speth, allora sindaco di Kapellen, che donò un campo di gioco e i soldi necessari per recintarlo e costruire degli spogliatoi. Dopo questa crisi superata il club iniziò a crescere, attirando sempre più nuovi giocatori e sostegno di pubblico e militando stabilmente nella terza serie belga.
Nel 1933 raggiunge per la prima volta la seconda serie belga, ottenendo nel suo primo campionato cadetto il nono posto nel girone B della Division 1 1933-1934. Nella stagione 1935-1936 la squadra ottenne il quarto posto finale nel girone A, a soli due punti dal Turnhout, promosso nella massima serie belga, miglior piazzamento ottenuto nella storia del club. In questa storica stagione il Cappellen visse un lutto, con la morte in campo del calciatore quindicenne Victor Verresen. Negli stessi anni il club aggiunse al proprio nome il suffisso Koninklijke per festeggiare il trentennale del club.
Nella stagione 1938-1939 la squadra retrocedette in terza serie a causa dell'ultimo posto ottenuto nel girone B. Superata la seconda guerra mondiale il club si presentò più forte di prima, riuscendo a tornare nella serie cadetta dal 1946, che però abbandonò dopo una sola stagione.
Il club militò per molti anni nelle serie inferiori belghe, dovendo anche rinunciare al suffisso Koninklijke, poiché cambiarono nel frattempo le regole che permettevano ai club di usarlo, costringendo il Cappellen ad adottare l'inglese Royal che da allora è rimasto alla società.
Nel 1995 la squadra torna in seconda serie e nello stesso anno i tifosi riuscirono a bloccare una fusione con il Germinal Ekeren. Il Cappellen rimase nella serie cadetta sino al 2000, quando retrocesse in terza serie. Nel campionato 2014-2015 rinuncia alla promozione in cadetteria ottenuta sul campo perché non ricevette la licenza per la Tweede klasse.

## Palmarès

### Competizioni nazionali
- Derde klasse: 1

1994-1995 (Gruppo A)